# Il ritorno di Ringo
Il ritorno di Ringo (bra: Ringo Não Discute... Mata; prt: O Regresso de Ringo) é um filme ítalo-espanhol de 1965, dos gêneros drama, romance, ação e faroeste, dirigido por Duccio Tessari, roteirizado pelo diretor, Fernando Di Leo e Alfonso  Balcázar. A trilha sonora é de Ennio Morricone.

## Sinopse
Após a Guerra de Secessão, um oficial nortista retorna irreconhecível e encontra sua fazenda tomada por dois irmãos e sua mulher prestes a se casar com um deles.

## Elenco
- Giuliano Gemma ....... Capitão Montgomery Brown / 'Ringo' (como Montgomery Wood)
- Fernando Sancho	 ....... Esteban Fuentes
- Lorella De Luca ....... Helen Brown / Hally Fitzgerald (como Hally Hammond)
- George Martin ....... Paco Fuentes
- Nieves Navarro ....... Rosita
- Antonio Casas ....... Sheriff Carson
- Manuel Muñiz ....... Miosotis (como Pajarito)
- Mónica Sugranes ....... Elizabeth Brown
- Víctor Bayo ....... Jeremiah Pitt
- Tunet Vila ....... Mimbreno
- Juan Torres
- Jose Halufi

## Literatura
- EWALD FILHO, Rubens — Dicionário de Cineastas — 2a.Edição — 1985 — LPM